# Cairbre Lifechar
Cairbre Lifechar [ˈkarʲbʲrʲe ˈLʲifʲexar], auch Cairbre Lifechair („Liebhaber des Liffey“), war in der keltischen Mythologie Irlands der Name eines Sohnes des Königs Cormac mac Airt.

## Mythologie
Bekannt wurde der Name Cairbres unter anderem durch die Lehrsprüche Tecosca Cormaic („Die Lehren Cormacs“), ein Zwiegespräch mit seinem Vater, in dem er über die Rechte und Pflichten eines Königs aufgeklärt wird. Die Geschichte seiner Geburt erzählt die Legende Esnada Tige Buchet („Das Lied des Hauses Buchet“). In einer Schlacht gegen die Fianna tötet er mit seinem Speer Oscar, den Enkel Fionn mac Cumhaills, wird vom Sterbenden aber ebenfalls erschlagen. 

## Cairbar imOssian
In James Macphersons vorgeblich altgälischem Werk Ossian wird er im Gesang Temora unter dem Namen Cairbar als Mörder Cormacs und Thronräuber genannt, nicht aber als dessen Sohn. Der für beide tödlich endende Zweikampf mit Oscar findet hier bei einem Festmahl statt, zu dem Cairbar den Enkel seines Feindes Fingal einlud. Fingal ist bei Macpherson der Name des mythologischen Fionn mac Cumhaill.